# 线叶十字兰
线叶十字兰（学名：Habenaria linearifolia）为兰科玉凤花属下的一个种。

## 扩展阅读
- 维基共享资源上的相關多媒體資源：线叶十字兰
- 維基物種上的相關：线叶十字兰